# Richard Franklin (Schauspieler)

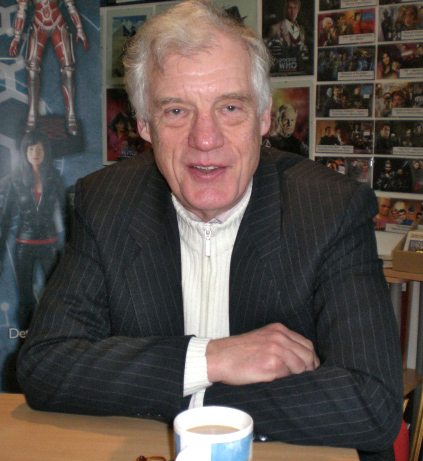
Richard Franklin (2009)

Richard Kimber Franklin (* 15. Januar 1936 in Marylebone, London; † 24. Dezember 2023) war ein britischer Schauspieler und Politiker.

## Leben und Karriere
Im Jahr 1963 startete Franklin seine Schauspielausbildung an der RADA (Royal Academy of Dramatic Art). Nach seinem Schulabschluss arbeitete er zunächst bei einer Werbeagentur. Danach trat er in Theaterstücken von William Shakespeare am Century Theatre auf. 1964 hatte er seinen ersten kleineren Fernsehauftritt in der Fernsehserie Crossroad. Zwei Jahre später war er in einer Folge der Fernsehserie Dixon of Dock Green zu sehen. Es folgten mehrere Auftritte am Repertory Theatre in Birmingham.
Von 1971 bis 1974 war Franklin als ‚Captain Mike Yates‘ in Doctor Who zu sehen. Während dieser Part zunächst nur als kleinere Rolle vorgesehen war, wurde die Figur immer wichtiger und wird inzwischen als Begleiter des Doktors angesehen. Seinen letzten Auftritt in Doctor Who hatte Franklin 1974 in der Episode Planet of the Spiders. Danach war er als Mike Yates nur noch in den Specials Die Fünf Doktoren und Dimensions in Time zu sehen. In Emmerdale Farm spielte Franklin in 36 Folgen den Bösewicht ‚Denis Rigg‘.
Neben seinen Auftritten in Filmen, Fernsehen und Theater war Franklin auch als Drehbuchautor und Regisseur tätig. So führte er 2011 in dem Film Charlie’s Aunt Regie und schrieb ein Buch namens Killing Stone. Eine Figur des Romans Killing Stone ist Franklins Doctor-Who-Figur Mike Yates. Das Hörbuch dazu wurde von Franklin selbst eingelesen. Daneben leitete Franklin seine eigene Theaterfirma.
Außerdem war er politisch aktiv; so war er beispielsweise Mitglied einer Referendum Party und beschrieb seine Ansichten in dem Buch Forest Wisdom: Radical Reform of Democracy and the Welfare State (2003). 
Er verstarb am 24. Dezember 2023 im Alter von 87 Jahren.

## Filmografie (Auswahl)
- 1964: Crossroads (Fernsehserie)
- 1966: Dixon of Dock Green (Fernsehserie, 1 Folge)
- 1967: Hermetico – Die unsichtbare Region
- 1968: Simon Templar (The Saint; Fernsehserie, 2 Folgen)
- 1971: Mädchen in den Wolken (From a Bird’s Eye View,  ATV/ITC Entertainment, Fernsehserie, 1 Folge)
- 1971–83: Doctor Who (Fernsehserie, 42 Folgen)
- 1973: The Pathfinders (Fernsehserie, 1 Folge)
- 1980: Blakes 7 (Fernsehserie, 1 Folge)
- 1984: Waving to a Train
- 1988–1989: Emmerdale Farm (Fernsehserie, 36 Folgen)
- 1993: Harry (Fernsehserie, BBC, 1 Folge)
- 1997: Heartbeat (Fernsehserie, 1 Folge)
- 2004: Feedback
- 2008: Chemical Wedding
- 2009: The First Days of Spring
- 2013: Twilight of the Gods
- 2016: Rogue One: A Star Wars Story (Rogue One)